# Folkeklubben
Folkeklubben er en dansk popgruppe, der blev stiftet i maj 2011. Gruppen består af Kjartan Arngrim, Rasmus Jusjong og Rasmus Dall.
Folkeklubben udgav deres debutalbum Nye Tider i april 2013 på musikselskabet ArtPeople og blev hurtigt et populært orkester på de danske livescener.[kilde mangler]

## Historie
Folkeklubben blev dannet i maj 2011 ved et tilfælde. Sangskriver Kjartan Arngrim blev introduceret til trommeslager, Rasmus Jusjong, til en fest en måned forinden. De mødtes igen to uger efter ved et tilfælde. Jusjong havde ad omveje hørt et par af Arngrims sange og foreslog, at de tog ud og spillede sammen. Kjartan ringede omgående til sin gode ven, guitaristen Rasmus Dall, for at meddele, at han havde fundet en trommeslager. To uger senere spillede de i Folkets Park på Nørrebro under navnet Folkeklubben – opkaldt efter den første danske folkplade, En Aften i Folkeklubben, med Cæsar, Per Dich og Povl Dissing.
Siden stiftelsen af bandet samt under koncertforløbet af udgivelsen af debutalbummet Nye Tider spillede Folkeklubben ca. 450 koncerter på alt fra Mændenes Hjem på Istedgade og Hus Forbi-sælgernes julefrokost til Voxhall, VEGA, Smukfest og Tønder Festival. Heriblandt spillede gruppen intimkoncert for Kim Larsen og syv andre stamgæster på et værtshus i Odense.[kilde mangler]
Den foreløbige kulmination kom netop med debutpladen og på koncertfronten med totalkoncerten En Aften I Folkeklubben på bandets 3-års fødselsdag d. 23. maj 2014 i et fyldt Store VEGA med Peter Sommer, Stefan Kvamm og Søren Zahle, Wili Jønsson, Alberte Winding, Niels Skousen, Lars Lilholt, Dreamers Circus, Ida Wenøe og filosoffen Thomas Søbirk Petersen som gæsteoptrædende i en 5-akters forestilling.
I august 2016 udkom gruppens tredje album, Slå Flint!. Albummet modtog fem ud af seks stjerner i musikmagasinet GAFFA. Den 22. juni 2017 modtog gruppen Folkemusikprisen under Skagen Festival.

## Medlemmer
- Kjartan Arngrim: Sang, tekster, rytmeguitar
- Rasmus Dall: Leadguitar og korsang
- Rasmus Jusjong: Trommer, kuffert, synthesizers

## Diskografi

### Studiealbums
| Titel                 | Udgivelsesdetaljer                                           | Certificering |
| --------------------- | ------------------------------------------------------------ | ------------- |
| Nye Tider             | - Udgivet: 15. april 2013 - Selskab: ArtPeople               | - Platin      |
| Danmarksfilm          | - Udgivet: 13. oktober 2014 - Selskab: ArtPeople             | - Guld        |
| Slå Flint!            | - Udgivet: 26. august 2016 - Selskab: ArtPeople              | - Guld        |
| Sort Tulipan          | - Udgivet: 26. oktober 2018 - Selskab: Universal Music Group | - Platin      |
| Børn af den tabte tid | - Udgivet: 6. november 2020 - Selskab: Universal Music Group | -             |
| Mere end en klub      | - Udgivet: 28. april 2023 - Selskab: Universal Music Group   | -             |

### EP'er
| Titel   | Udgivelsesdetaljer                              |
| ------- | ----------------------------------------------- |
| Popsang | - Udgivet: 27. august 2012 - Selskab: ArtPeople |

### Singler
| Titel                              | Udgivelsesdetaljer                                          |
| ---------------------------------- | ----------------------------------------------------------- |
| "For Pengene"                      | - Udgivet: 18. juni 2012 - Selskab: ArtPeople               |
| "Tænker Tit"                       | - Udgivet: 18. februar 2013 - Selskab: ArtPeople            |
| "Danmarksfilm"                     | - Udgivet: 7. august 2014 - Selskab: ArtPeople              |
| "Ske Noget Mere"                   | - Udgivet: 29. september 2014 - Selskab: ArtPeople          |
| "Danmark" (med Suspekt)"           | - Udgivet: 13. november 2015 - Selskab: ArtPeople           |
| "Tranquebar (Søndag I April)"      | - Udgivet: 17. april 2020 - Selskab: Universal Music Group  |
| "Ring Når Du Får Tid (Aber Dabei)" | - Udgivet: 9. oktober 2020 - Selskab: Universal Music Group |